# Charles Pisot
Charles Pisot (* 2. März 1910 in Oberehnheim, Deutsches Reich; † 7. März 1984 in Paris) war ein französischer Zahlentheoretiker.

## Leben
Pisot studierte ab 1929 an der École normale supérieure in Paris (Abschluss 1932, wobei er im Wettbewerb um die Agrégation als Bester abschnitt) und promovierte 1938 bei Arnaud Denjoy (La répartition modulo 1 et les nombres algébriques). Danach arbeitete er als Gymnasiallehrer. In den 1940er Jahren bemühte er sich um eine Professur im von Deutschland besetzten Elsass (er war gebürtiger Elsässer), was aber an seiner französischen Staatsbürgerschaft scheiterte (trotz Fürsprachen von Wilhelm Süss). Ab 1946 war er Maître de conférences und ab 1948 Professor an der Universität Bordeaux. 1955 erhielt er eine Professur an der Faculté des Sciences in Paris, wo er mit Paul Dubreil ein von Albert Châtelet gegründetes Zahlentheorie und Algebra-Seminar leitete. Dem folgte ab 1960 das Seminar DPP (Delange-Pisot-Poitou) mit Hubert Delange (1913–2003) und Georges Poitou (1926–1989). 1979 emeritierte er. Neben seiner Professur war er auch Maître de conférences an der École polytechnique.
Er war Mitglied von Bourbaki. 1966 erhielt er den großen Preis der Stadt Paris von der französischen Akademie der Wissenschaften. 1969 war er Präsident der Société Mathématique de France.
Er hatte zahlreiche Schüler. Zu seinen Doktoranden zählen Yvette Amice, Jean-Marc Deshouillers und Gérard Rauzy.

## Wirken
Pisot beschäftigte sich mit Zahlentheorie, die damals in Frankreich stark vernachlässigt war und die Pisot dort mit seinem Seminar wiederbelebte. In seiner Dissertation führte er die nach ihm benannten Pisot-Zahlen ein, die er auch später ausführlich untersuchte (er nannte sie nie Pisot-Zahlen, gewöhnlich wurden sie als Zahlen der Klasse S bezeichnet), ebenso wie die verwandten, in den 1940ern von Raphaël Salem (der den Zusammenhang mit der harmonischen Analysis entdeckte) eingeführten Salem-Zahlen (als Zahlen der Klasse T bezeichnet).
Pisots Lehrbuch Mathématiques Générales mit Marc Zamansky war in den 1960er und 1970er Jahren in Frankreich weit verbreitet.

## Verweise
1. ↑  Charles Pisot im Mathematics Genealogy Project (englisch) abgerufen am 22. Juni 2025.
2. ↑  Sanford L. Segal: Mathematicians under the Nazis, Princeton University Press, 2003, S. 486
3. ↑  Sie tauchten allerdings schon vorher in Arbeiten von Axel Thue und Hardy auf

| Personendaten    | Personendaten              |
| ---------------- | -------------------------- |
| NAME             | Pisot, Charles             |
| KURZBESCHREIBUNG | französischer Mathematiker |
| GEBURTSDATUM     | 2. März 1910               |
| GEBURTSORT       | Obernai                    |
| STERBEDATUM      | 7. März 1984               |
| STERBEORT        | Paris                      |